# Władysław Szpilman

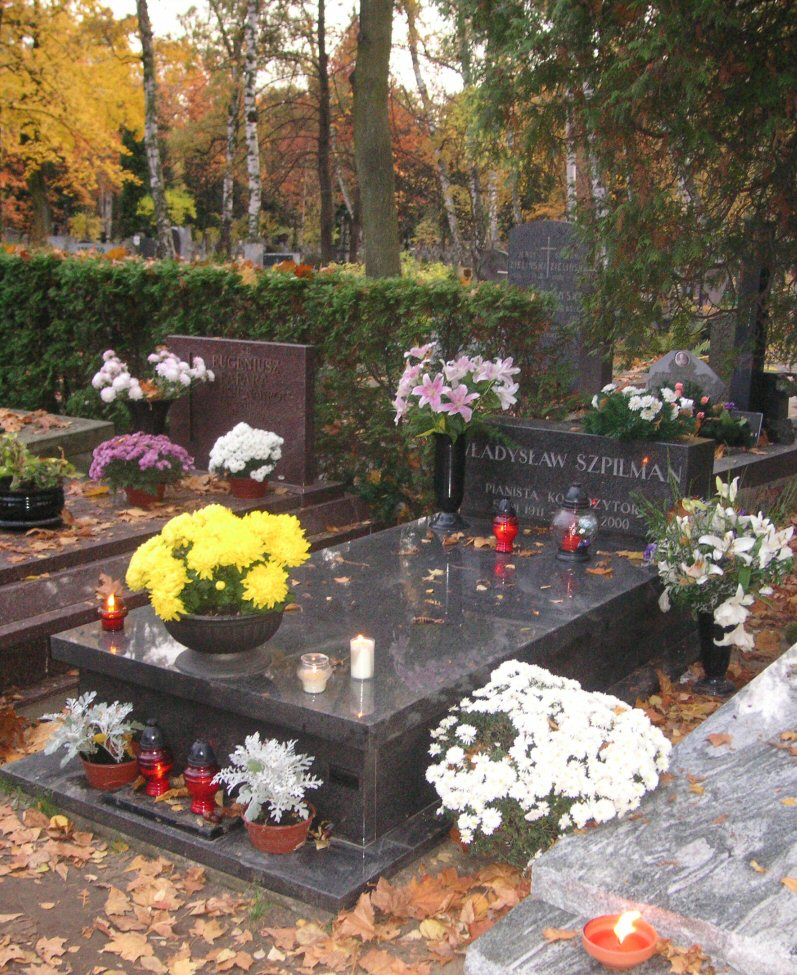
Władysław Szpilmans graf in Warschau

Władysław Szpilman (Sosnowitz, 5 december 1911 - Warschau, 6 juli 2000) was een Pools-Joodse pianist en componist. Over zijn ervaringen in het getto van Warschau schreef hij een boek dat de basis vormde voor de film The pianist.

## Leven
Szpilman kreeg zijn eerste pianolessen van zijn moeder en studeerde in de jaren dertig aan het conservatorium van Warschau en aan de Berlijnse kunstacademie. Na de Machtergreifung in 1933 besloot Szpilman terug te keren naar Polen. Terug in Warschau werd Szpilman een populair pianist en componist. Hij schreef veel klassieke werken en maakte met de Amerikaanse violist Bronislav Gimpel een tournee door Polen.

### De Tweede Wereldoorlog
Op 1 april 1935 kreeg hij een baan aangeboden bij de Poolse radio als pianist. Hier speelde hij zowel klassieke muziek als jazz. Na de Duitse inval in Polen in september 1939 haalden de Duitsers de Poolse radio uit de lucht. Ze dwongen Szpilman en zijn familie om in het getto van Warschau te gaan wonen. Hij werkte daar in restaurants, wederom als pianist. Na een tijd begonnen de nazi's met het deporteren van gezinnen naar concentratie- en vernietigingskampen. Toen de familie Szpilman aan de beurt was wist Władysław, met behulp van een kennis bij de Joodse politie, te ontsnappen. Zijn familieleden, die niet wisten te ontsnappen, kwamen kort erna om in Treblinka. Geen van zijn familieleden wist te overleven.
Szpilman moest daarna dwangarbeid voor de Duitse bezetter verrichten. Ondertussen zette hij zich ook in voor het verzet. Dit door onder meer wapens te smokkelen. Zelf wist hij te vluchten uit het getto, en met behulp van het Poolse verzet kon hij onderduiken in een flat niet ver van het getto. Hier zag hij de opstand in het getto van Warschau. Na de Poolse opstand werd Warschau geëvacueerd. Szpilman werd geholpen door de Duitse kapitein Wilm Hosenfeld, die hem af en toe eten kwam brengen.

### Na de oorlog
Na de oorlog keerde Szpilman terug bij de Poolse radio. Het eerste stuk dat hij speelde was de Nocturne in cis-klein van Chopin; hetzelfde stuk dat Szpilman in 1939 toen hij de uitzending moest onderbreken vanwege Duitse bombardementen op de studio van de Poolse radio. Tussen 1945 en 1963 was hij directeur van de afdeling muziek bij de Poolse radio. Tijdens deze periode componeerde hij meer dan 500 werken.
Szpilman bleef een lange tijd actief in de muziek. Zo speelde hij tussen 1963 en 1986 in het Warschau pianokwintet, dat over de hele wereld optrad.
Kort na het eindigen van de oorlog schreef
Szpilman memoires over hoe hij de Tweede Wereldoorlog doorbracht. Het boek werd uitgebracht onder de titel Śmierć Miasta (De dood van een stad), maar werd snel verboden door de communistische overheid die niet hield van de kijk op de oorlog zoals in het boek omschreven.
In 1998, lang na de val van het communisme, bracht Szpilmans zoon het boek alsnog uit, bij de Duitse uitgeverij Ullstein Verlag. Al snel werd het boek een bestseller en inmiddels is het verkrijgbaar in dertig talen, waaronder het Nederlands: Het wonderbaarlijke overleven. Herinneringen uit Warschau 1939 tot 1945 (1999). Szpilman reisde in 1998 naar Duitsland om daar met Duitse lezers te praten over zijn boek.
In 2000 overleed hij op 88-jarige leeftijd in Warschau, waar hij ook begraven ligt. Na zijn dood is zijn verhaal verfilmd door Roman Polański, die drie Oscars won met The Pianist.